# میمند (دنا)
میمند (دنا) روستایی از توابع بخش پاتاوه، شهرستان دنا، در استان کهگیلویه و بویراحمد، ایران است.

## جمعیت
این روستا در دهستان سادات محمودی قرار دارد و براساس سرشماری مرکز آمار ایران در سال ۱۳۸۵، جمعیت آن ۱٬۴۴۶ نفر (۳۱۳ خانوار) بوده‌است.

### جغرافیا
این روستا در فاصله ۹۵ کیلومتری شهر یاسوج (مرکز استان) قرار گرفته و در مرز سه استان کهگیلوی و بویراحمد، چهارمحال‌ و بختیاری و اصفهان قرار دارد.
این روستا دارای جاذبه های گردشگری از جمله؛گردنه ،تنگه،آبشار،رودخانه دائمی و یک بافت تاریخی(مربوط به دوره ساسانی) که همگی در مرکزیت روستا هستند،می باشد.